# Gieorgij Zimin
Gieorgij Wasiljewicz Zimin, ros. Георгий Васильевич Зимин (ur. 23 kwietnia?/6 maja 1912 w Sankt Petersburgu, zm. 29 marca 1997 w Moskwie) – radziecki dowódca wojskowy, as myśliwski II wojny światowej, marszałek lotnictwa (1973), deputowany do Rady Najwyższej ZSRR 5. i 6. kadencji (1958–1966), Bohater Związku Radzieckiego (1943).

## Życiorys

### Dzieciństwo i młodość
Po ukończeniu liceum kontynuował naukę w szkole technicznej. Od czerwca 1930 pracował jako mechanik i elektryk w warsztatach kolejowych w Kałudze. W 1931 został powołany do Armii Czerwonej. W 1933 ukończył  Wojskową Teoretyczną Szkołę Lotniczą w Leningradzie, a w 1935 Wojskową Szkołę Lotniczą w Engelsie – stolicy Niemieckiej Republiki Nadwołżańskiej. Od grudnia 1935 służył w jednostce lotnictwa myśliwskiego na Dalekim Wschodzie, początkowo jako młodszy pilot, a następnie jako asystent dowódcy eskadry.
W 1937 wstąpił do WKP(b). W 1938 uczestniczył w walkach nad jeziorem Chasan, za które otrzymał Order Lenina. Od 1938 był dowódcą eskadry, a w 1939 został mianowany zastępcą dowódcy 53 pułku lotnictwa myśliwskiego. W sierpniu 1940 podjął studia w Wojskowej Akademii Dowodzenia i Nawigacji Sił Powietrznych Armii Czerwonej.

### II wojna światowa
W lipcu 1941 – po napaści Niemiec na ZSRR – został mianowany zastępcą dowódcy 42 pułku lotnictwa myśliwskiego, wyposażonego w samoloty MiG-3. Walczył na Froncie Briańskim. Od listopada 1941 dowodził 127 pułkiem lotnictwa myśliwskiego, a od lutego 1942 dowodził 485 pułkiem lotnictwa myśliwskiego na Froncie Północno-Zachodnim i na Froncie Leningradzkim. Pułk był uzbrojony w samoloty Hawker Hurricane, później częściowo przezbrojony na samoloty Jak-1. W marcu 1943 za odwagę i bohaterstwo pułk otrzymał miano Gwardyjskiego. W kwietniu 1943 został mianowany dowódcą 240 Dywizji Lotnictwa Myśliwskiego, z którą walczył do końca II wojny światowej, na Frontach: Kalinińskim, 1 Nadbałtyckim, 2 Białoruskim, 3 Białoruskim i 1 Białoruskim.
Do września 1943 wykonał 163 loty bojowe, uczestnicząc w 39 walkach powietrznych zestrzelił 13 samolotów wroga oraz 4 maszyny w grupie. Za te zwycięstwa dekretem Prezydium Rady Najwyższej ZSRR z 28 września 1943 otrzymał Medal „Złota Gwiazda” Bohatera Związku Radzieckiego z równoczesnym wręczeniem Orderu Lenina. Ostatnie zwycięstwo w bitwie powietrznej odniósł 25 kwietnia 1945 nad Berlinem, zestrzeliwując niemiecki Focke-Wulf Fw 190. Ogółem podczas II wojny światowej odbył 249 lotów bojowych, w 69 walkach lotniczych zestrzelił 18 nieprzyjacielskich samolotów oraz dalszych 20 maszyn zespołowo.

### Okres powojenny
Po zakończeniu działań wojennych ukończył studia na Akademii Wojskowej Sztabu Generalnego, dowodził dywizją, a następnie korpusem lotnictwa. W 1949 objął dowództwo 42 Armii Lotniczej Zakaukaskiego Okręgu Wojskowego. Od czerwca 1953 był dowódcą 59 Armii Lotniczej w Centralnej Grupie Wojsk na terytorium Austrii i Węgier. Od maja 1954 Generalny Inspektor Głównego Inspektoratu Ministerstwa Obrony ZSRR. Od kwietnia 1956 dowódca 24 Armii Lotniczej w składzie Grupy Wojsk Radzieckich w Niemczech. Od 1960 I zastępca głównodowodzącego Wojskami Obrony Przeciwlotniczej Kraju.
W latach 1966–1981 komendant Wojskowej Akademii Obrony Przeciwlotniczej im. Gieorgija K. Żukowa. W 1972 uzyskał stopień doktora nauk wojskowych, a w 1974 tytuł profesora. Był autorem wspomnień Myśliwce (tytuł oryg. «Истребители») oraz podręczników aerodynamiki i taktyki samolotów myśliwskich.
W latach 1958–1966 deputowany do Rady Najwyższej ZSRR 5. i 6. kadencji. Od 1982 w Grupie Generalnych Inspektorów Ministerstwa Obrony ZSRR. W maju 1992 przeszedł na emeryturę. Zmarł 29 marca 1997 w Moskwie i został pochowany na Cmentarzu Kuncewskim w Moskwie.

## Awanse
- pułkownik lotnictwa – maj 1943
- generał major lotnictwa – 20 kwietnia 1945
- generał porucznik lotnictwa
- generał pułkownik lotnictwa
- marszałek lotnictwa – 5 listopada 1973

## Odznaczenia
- Medal „Złota Gwiazda” Bohatera Związku Radzieckiego (28 września 1943)
- Order Żukowa (25 kwietnia 1995)
- Order Lenina – trzykrotnie (25 października 1938, 4 czerwca 1942, 28 września 1943)
- Order Rewolucji Październikowej (22 lutego 1977)
- Order Czerwonego Sztandaru – czterokrotnie (7 listopada 1941, 9 czerwca 1945, 13 czerwca 1952, 31 października 1967)
- Order Czerwonego Sztandaru Pracy – dwukrotnie (21 kwietnia 1972, 5 maja 1982)
- Order Suworowa II klasy (22 lipca 1944)
- Order Kutuzowa II klasy (19 kwietnia 1945)
- Order Wojny Ojczyźnianej I klasy (6 kwietnia 1985)
- Order Czerwonej Gwiazdy – dwukrotnie (30 kwietnia 1947, 20 kwietnia 1962)
- Order „Za służbę Ojczyźnie w Siłach Zbrojnych ZSRR” III stopnia (12 lutego 1976)
- I inne